# Гарешниця
Гаре́шниця (хорв. Garešnica) — місто і однойменний муніципалітет в Беловарсько-Білогорській жупанії Хорватії. Належить до мікрорегіону Мославіна. Налічує 11630 жителів, 82 % з яких хорвати.

## Географія
Гарешниця розташована в центральній Хорватії, біля підніжжя Мославацької гори, за 17 км на північний схід від Кутини, на автомагістралі Кутина—Великі Зденці—Вировитиця. Довколишня місцевість лісиста і придатна для пішохідних екскурсій та велотурів. Неподалік протікають річки Ілова і Топлиця та розташована велика штучна водойма (рибництво). Гарешниця також відома як виноградарський район.
У місті споруджено пам'ятник полеглим оборонцям міста часів хорватської війни за незалежність.

## Історія
Гарешниця вперше згадується 1527 р. Зі споруд, вартих уваги гостей міста, слід відзначити збудовану в 1752 році парафіяльну церкву Відвідання Пресвятої Діви Марії, у якій донині збереглося багато начиння з часу заснування.

## Населення
- 2001 — 4 252 жителів
- 1991 — 4 308 (хорвати — 3 269, серби — 503, югослави — 212, решта — 324)
- 1981 — 3 731 (хорвати — 2 538, югослави — 652, серби — 338, решта — 203)
- 1971 — 3 002 (хорвати — 2 375, серби — 361, югослави — 92, решта — 174)

Населення громади за даними перепису 2011 року становило 10 472 осіб, 3 з яких назвали рідною українську мову. Населення самого міста становило 3 874 осіб.
Динаміка чисельності населення громади:
Динаміка чисельності населення міста:

## Населені пункти
Крім міста Гарешниця, до громади також входять:
- Циглениця
- Дишник
- Духові
- Гарешницький Брестоваць
- Горній Уляник
- Храстоваць
- Кайгана
- Каниська Іва
- Капелиця
- Мала Бршляниця
- Малий Пашиян
- Мало Вуков'є
- Рогожа
- Томашиця
- Трновитицький Поповаць
- Уляницький Брієг
- Уляник
- Велика Бршляниця
- Великий Пашиян
- Великий Прокоп
- Велико-Вуковє
- Зденчаць

## Відомі уродженці
- Славко Колар (1891—1963), нар. Палешник, — хорватський прозаїк, драматург і сценарист.
- Борис Буден — сучасний австрійський філософ